# Rongeant
Pour les articles homonymes, voir Rongeant (homonymie).
Le Rongeant est une rivière française du département Haute-Marne de la région Grand Est et un affluent droit de la Marne, c'est-à-dire un sous-affluent du fleuve la Seine.

## Géographie
D'une longueur de 19 kilomètres, le Rongeant prend sa source sur la commune de Thonnance-les-Moulins à l'altitude 320 mètres dans le bois le Charmoi.
Il coule globalement de l'est vers le nord-ouest et arrose notamment Noncourt-sur-le-Rongeant et Poissons.
Il conflue entre les communes de Joinville et Thonnance-les-Joinville, à l'altitude 183 mètres.

### Communes et cantons traversés
Dans le seul département de la Haute-Marne, le Rongeant traverse onze communes et deux cantons :
- dans le sens amont vers aval : (source) Thonnance-les-Moulins, Noncourt-sur-le-Rongeant, Poissons, Suzannecourt, Joinville, Thonnance-lès-Joinville, (confluence)[notes 1]

Soit en termes de cantons, le Rongeant prend source dans le canton de Poissons, traverse et conflue dans le canton de Joinville, le tout dans l'arrondissement de Saint-Dizier.

## Hydronyme
Le Rongeant s’est, anciennement, appelé *Tonantiau. C’est en effet ce que suggèrent, d’une part, la mention ancienne  Summitonantia se rapportant à Thonnance, localité haut-marnaise sise à la source du Rongeant. 

### Toponyme
Le Rongeant a donné son hydronyme à la commune de Noncourt-sur-le-Rongeant et à la communauté de communes du Val du Rongeant.

### Bassin versant
La superficie du bassin versant « Le Rongeant de sa source au confluent de la Marne (exclu) » (F521) est de 76 km2. 

## Affluents

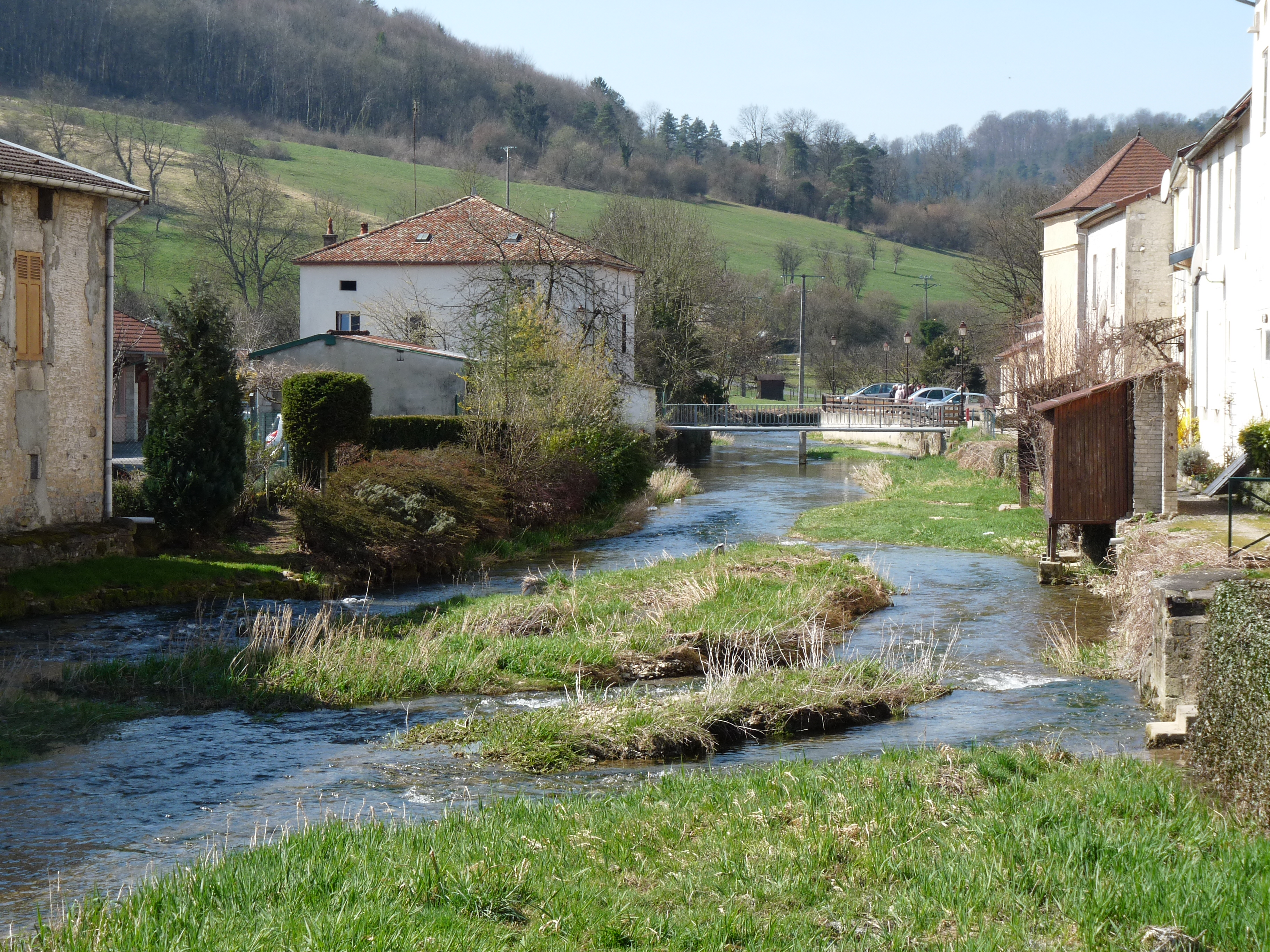
Bras canalisé du Rongeant, affluent de la Marne, à Poissons

Le Rongeant a quatre affluents référencés :
- le Rouget (rd) 1,5 km, sur la seule commune de Thonnance-les-Moulins.
- le Tarnier (rd) 4,3 km, sur les deux communes de Sailly et Noncourt-sur-le-Rongeant.
- la Pissancelle (rg) 6,4 km, sur les quatre communes de Annonville, Noncourt-sur-le-Rongeant, Saint-Urbain-Maconcourt et Poissons.
- le canal de la Marne à la Saône (rg) 160,4 km,

## Aménagements et écologie

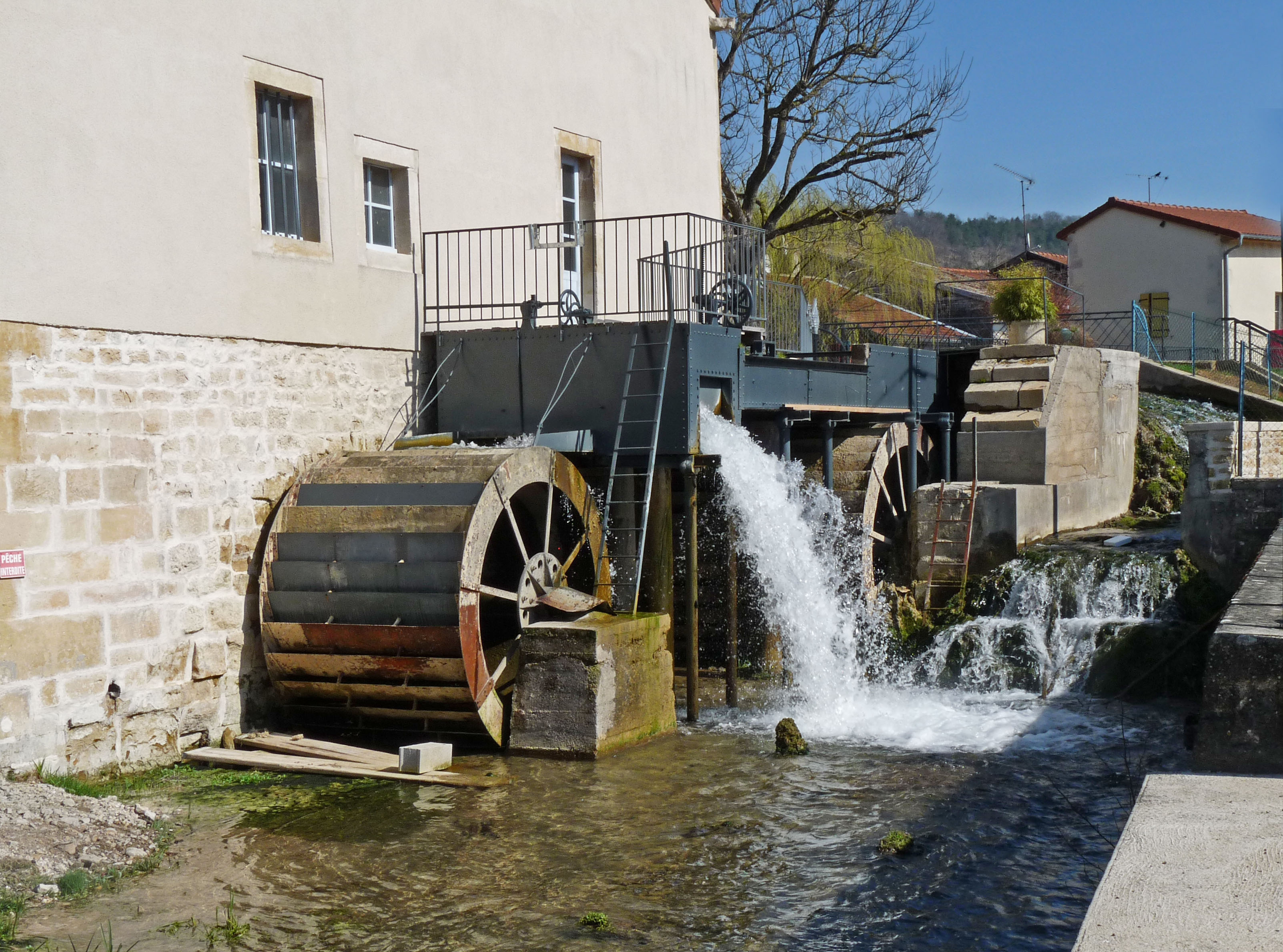
Poissons. Roue à aubes du moulin, en activité du début du XIXe siècle au milieu du XXe siècle

### Rang de Strahler
Le rang de Strahler est de deux.